# Place des Saussaies
La place des Saussaies est une place du 8e arrondissement de Paris.

## Situation et accès
La place jouxte le ministère de l'Intérieur. 
Elle se trouve au carrefour des rues des Saussaies, Cambacérès, de la Ville-l'Évêque et de Surène.
Le quartier est desservi par les lignes 9 et 13 à la station Miromesnil.

## Origine du nom
Cette voie doit son nom à la rue des Saussaies qui était, autrefois, bordée de saules.

## Historique
Sur le terrier du Roi de 1701-1705, elle est désignée sous le nom de « carrefour de la Croix-Rouge » en raison d'une croix plantée en son milieu et reçoit son nom actuel en 1902.

## Bâtiments remarquables et lieux de mémoire
- No 1 : ancien hôtel de la Compagnie de Saint-Gobain, construit en 1905.
- No 2 : immeuble habité en 1910 par le pianiste Édouard Risler (1873-1929)[1]. Le compositeur Francis Poulenc y est né le 7 janvier 1899 (plaque commémorative).

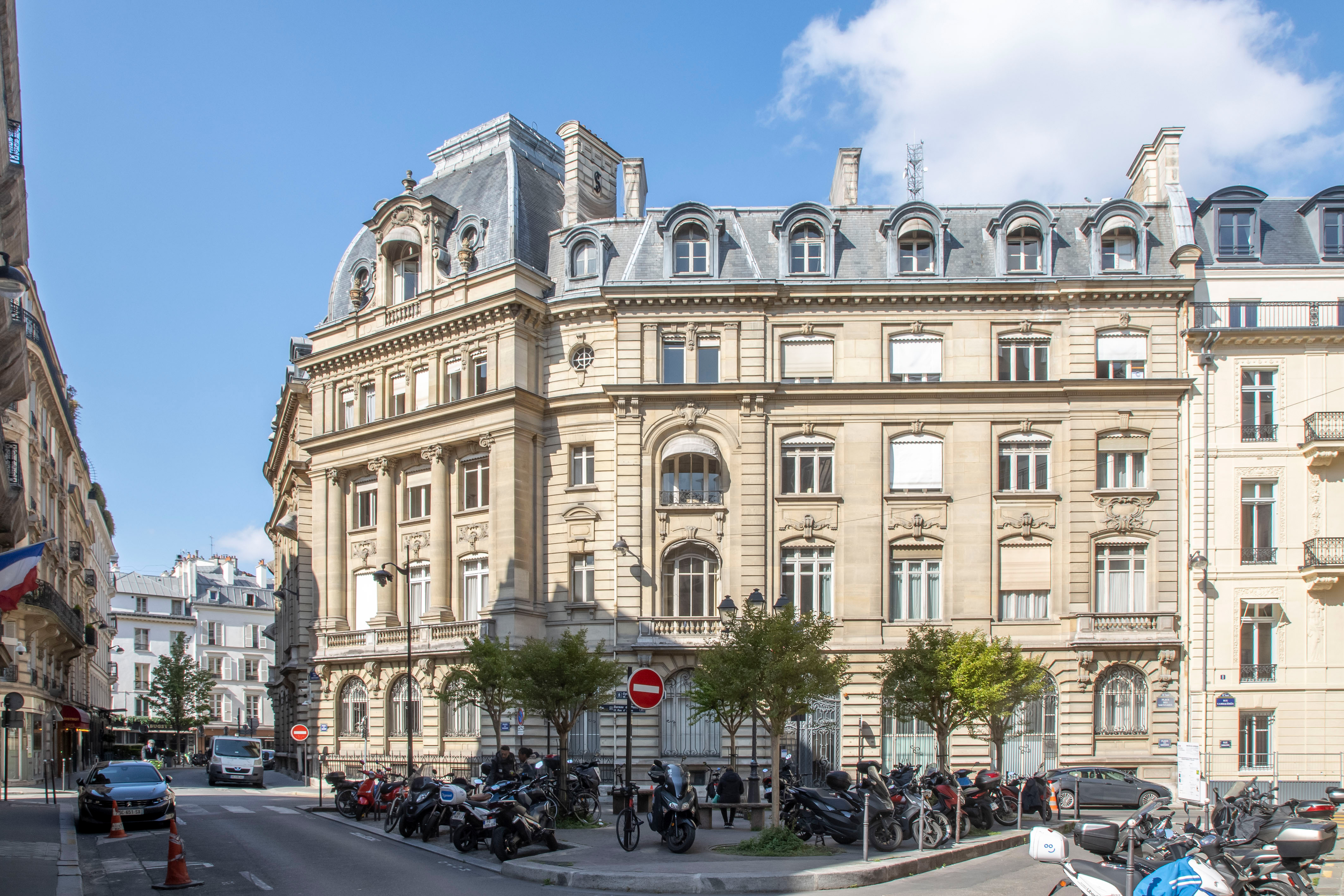
No 1.
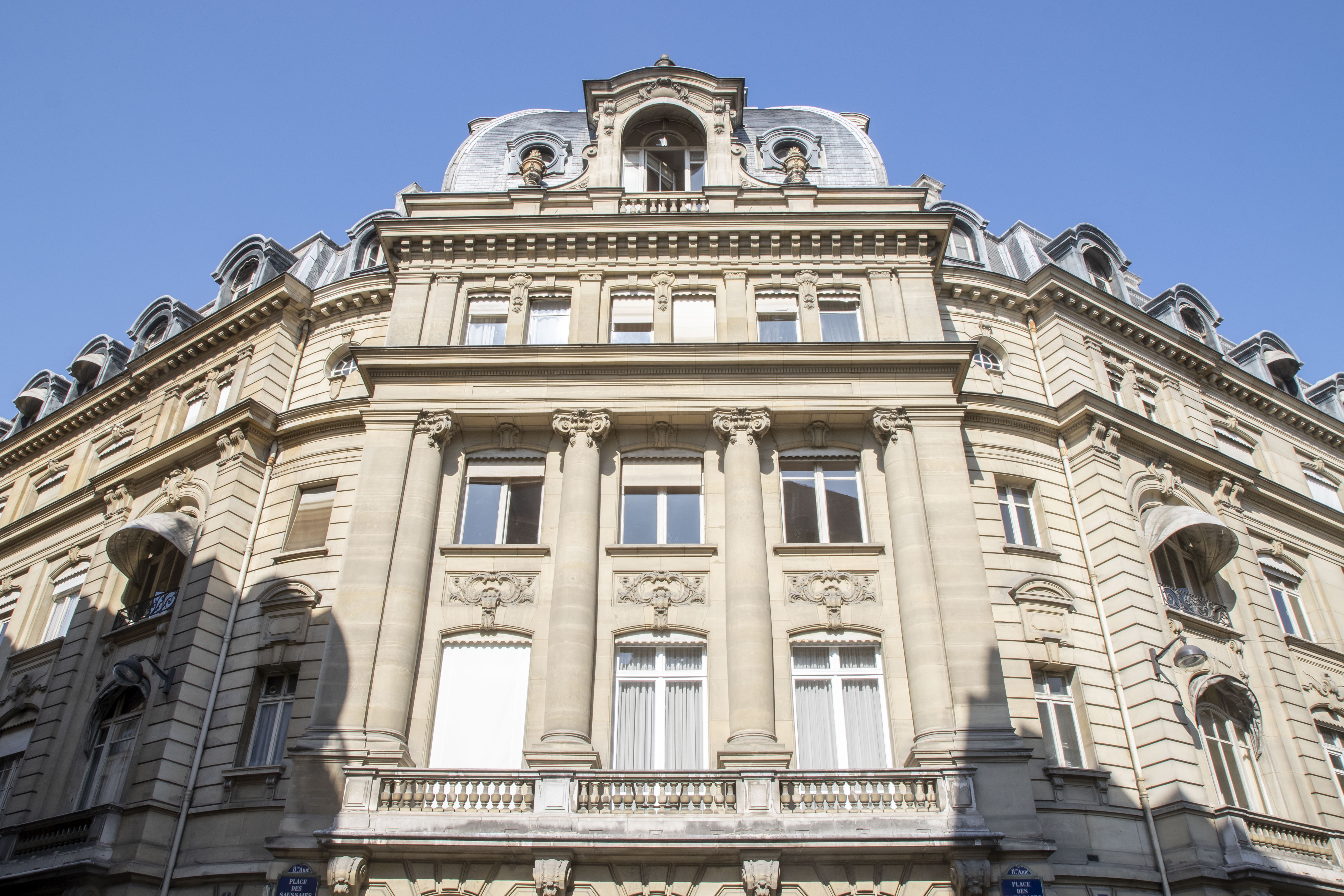
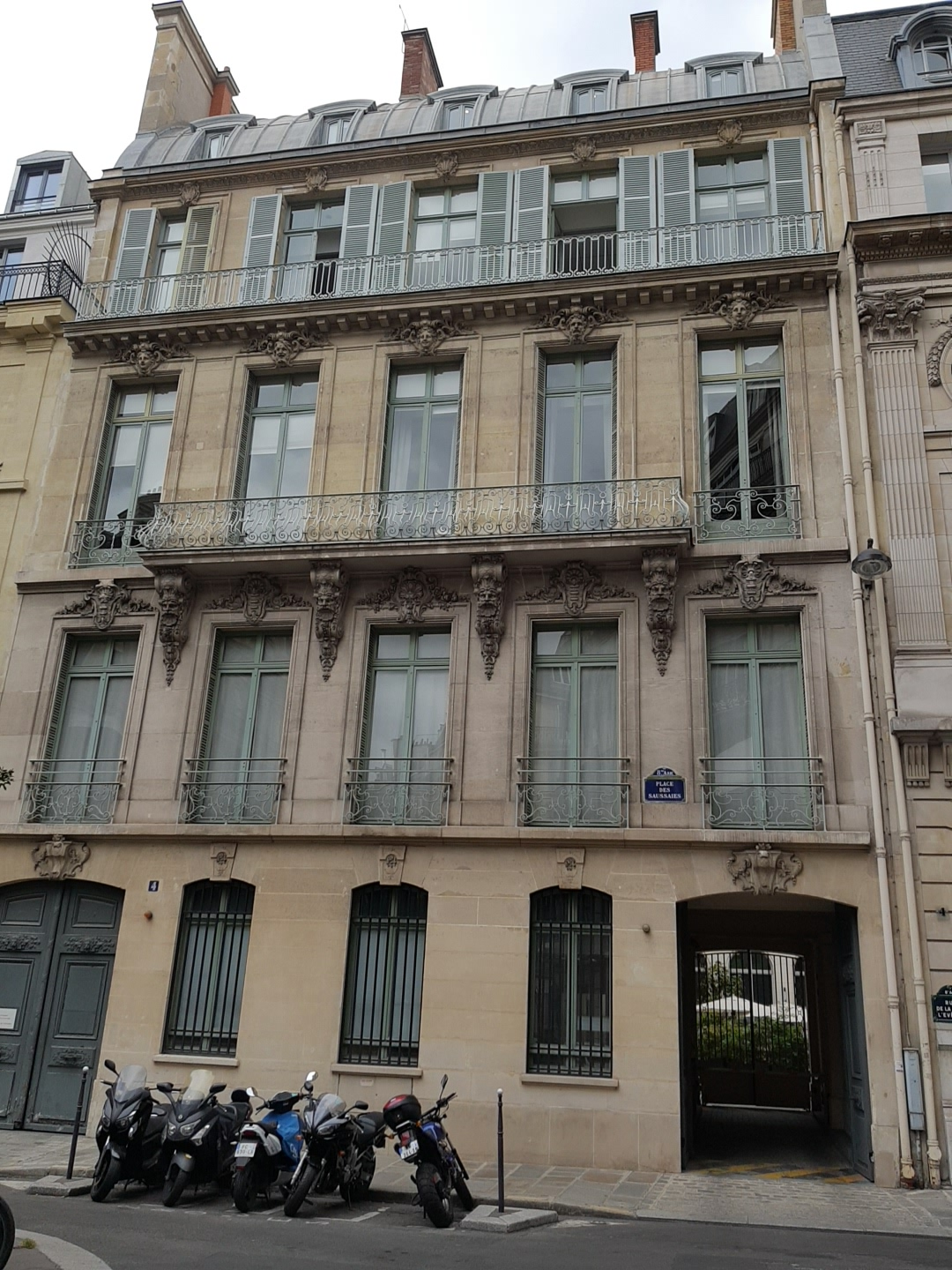
No 4.
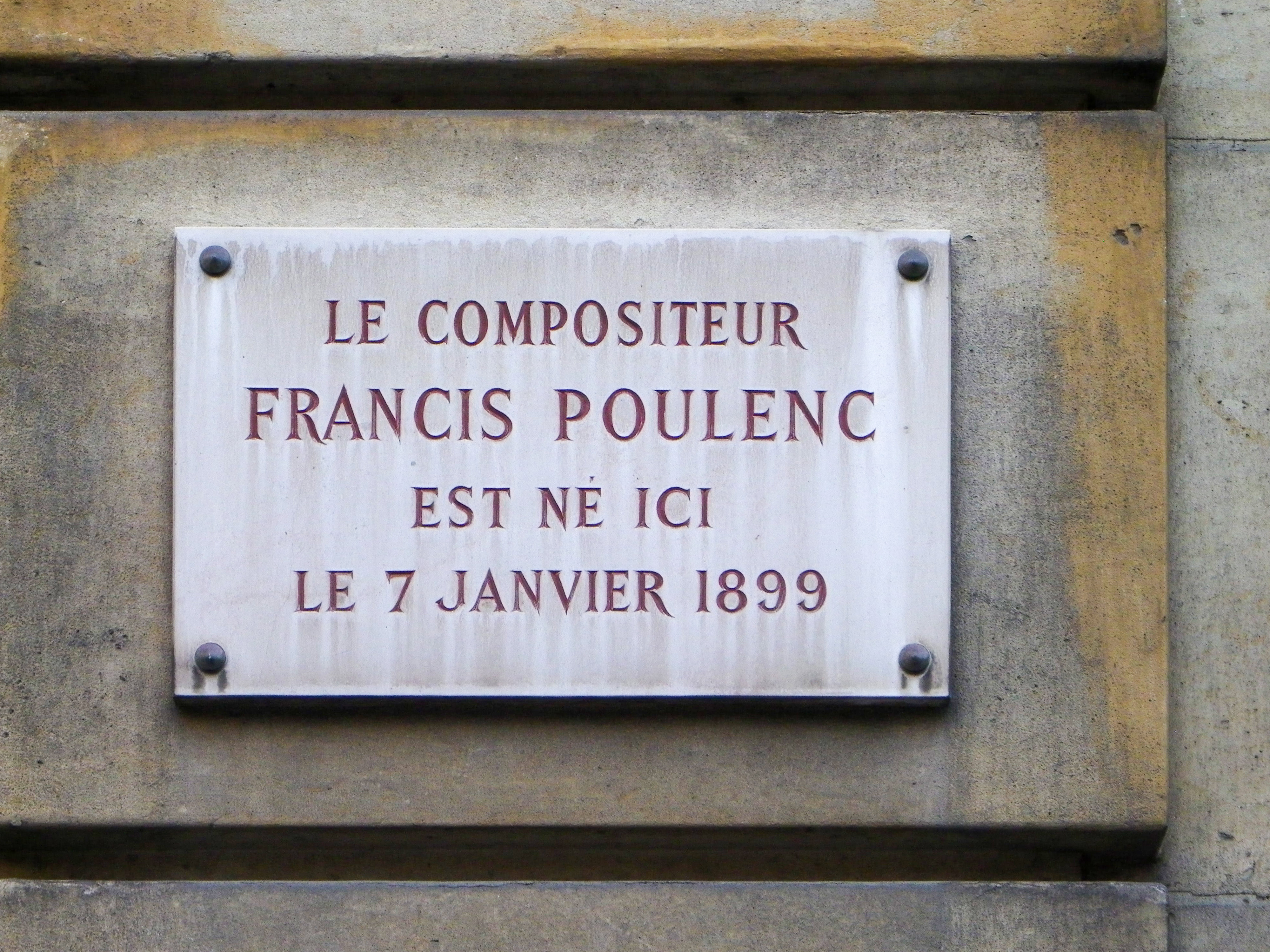
Plaque commémorative de Francis Poulenc.

### Bâtiments détruits

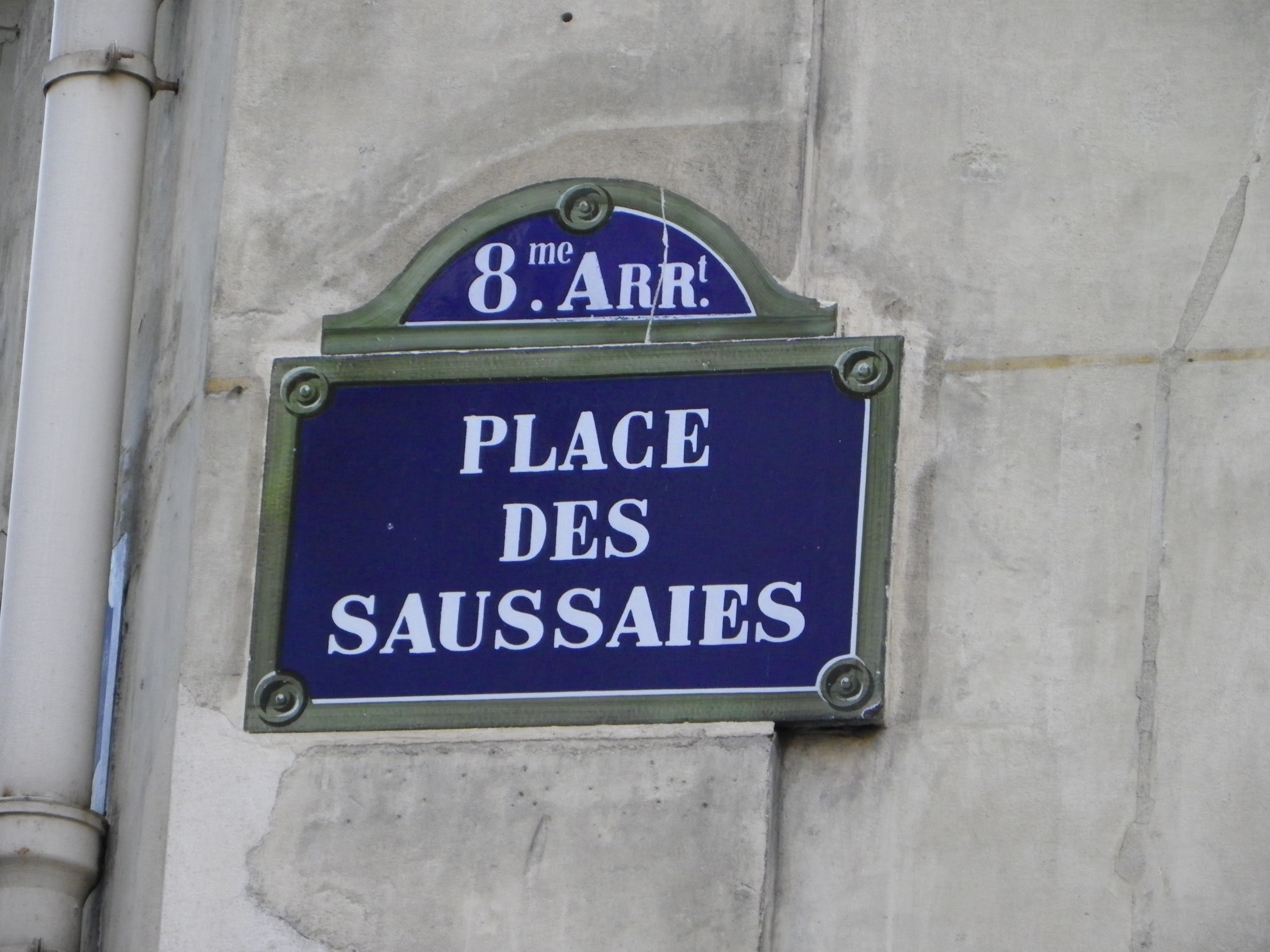
Plaque de la place des Saussaies

- No 1 : anciennement hôtel de Paroy puis hôtel de La Briche (dit aussi de Saint-Florentin). Hôtel particulier, alors sis au 35, rue de la Ville-l'Évêque, ayant appartenu à la famille de maîtres-jardiniers Le Bouteux, puis à M. Pajot de Froncé. Démoli en 1748 par son acquéreur Jacques Ducrottoy de Belloy, homme d'affaires de l'abbé de Roquépine, il fit place à un nouvel hôtel, construit pour le comte de Saint-Florentin sur des plans de l'architecte François Gillet. Saint-Florentin, lorsqu'il se fit construire l'hôtel de la rue qui porte son nom, le  céda en 1769 à Alexis Janvier Lalive de La Briche (1735-1785), introducteur des ambassadeurs de Louis XVI, fils du fermier général Louis Denis Lalive de Bellegarde. À sa mort, l'hôtel resta entre les mains de sa veuve, née Adélaïde Prévost (1755-1844). Elle y demeura jusqu'en 1843, date à laquelle elle s'installa dans l'hôtel de La Vaupalière. Rue de la Ville-l'Évêque, elle tint un célèbre salon dont les portes s'ouvraient tous les dimanches, et qui perdura jusque sous Louis-Philippe. Son gendre, le comte Molé (1781-1855) qui fut président du Conseil sous la monarchie de Juillet, habita avec elle de 1798 à 1807, date à laquelle il fut nommé préfet de la Côte-d'Or. Cet hôtel fut vendu en 1843 au comte de Béhague, qui y résida jusqu'à ce qu'il emménage dans l'hôtel qu'il se fit construire avenue Bosquet en 1868. À la mort du comte de Béhague, en 1879, l'hôtel passa à ses deux filles, la marquise de Ganay et la comtesse de Béarn, qui le vendirent à la Compagnie de Saint-Gobain ; la compagnie le fit détruire pour construire son siège à la place[2].

- Hôtel de La Ferté-Meun : à côté de l'hôtel de La Briche, le comte Molé avait fait construire un autre hôtel destiné à ses filles et ses gendres ; Clotilde et Élisabeth Molé avaient épousé deux frères, Fernand et Hubert de La Ferté-Meun. Cet hôtel fut acquis en 1848 par le comte d'Albon puis passa au comte de Grancey. La famille d'Albon aliéna une partie des jardins à l'État pour complaire à la duchesse de Persigny, fille du prince de la Moskowa et femme de Victor de Persigny, ministre de l'Intérieur de Napoléon III, qui désirait agrandir le parc de l'hôtel de Beauvau[1]. Des immeubles de bureaux à l'usage du ministère de l'Intérieur ont été construits à l'emplacement de ce jardin après 1870.